# L'Arbalète (train)
Pour les articles homonymes, voir Arbalète (homonymie).
L'Arbalète était un train reliant la gare de Paris-Est à la gare centrale de Zurich. Il tenait son nom de l'arbalète de Guillaume Tell.

## Trans Europ Express

### Itinéraire et points d'arrêts
Horaires de l'Arbalète au service d'hiver 1971/72
| TEE 65 | Pays   | Gare      | km  | TEE 64 |
| ------ | ------ | --------- | --- | ------ |
| 17:30  | France | Paris-Est | 0   | 12:45  |
| 21:55  | Suisse | Bâle CFF  | 526 | 08:15  |
| 23:05  | Suisse | Zürich HB | 615 | 07:00  |

### Numérotation
- Du 2 juin 1957 au 28 septembre 1963 : 
  - 79 Paris – Bâle ; PZ Bâle – Zurich
  - ZP Zurich – Bâle ; 70 Bâle – Paris
- Du 29 septembre 1963 au 27 mai 1967 :
  - 79 Paris – Zurich
  - 70 Zurich – Paris
- Du 28 mai 1967 au 22 mai 1971 :
  - 65 Paris – Zurich
  - 66 Zurich – Paris
- Du 23 mai 1971 au 26 mai 1979 :
  - 65 Paris – Zurich
  - 64 Zurich – Paris

### Matériel roulant

#### RGP
Du 2 juin 1957 au 1er août 1964 : RGP1 X 2770 SNCF : 
- 1 rame double en livrée TEE rouge/crème Paris-Est ↔ Zürich HB
- 1 rame triple en livrée verte/crème Paris-Est ↔ Bâle CFF

| X 2770 | XR 7770 | XR 7770 | XR 7770 | X 2770 |

| Paris↔Zurich | Paris↔Zurich | Paris↔Bâle | Paris↔Bâle | Paris↔Bâle |

#### RAm TEE I
Du 2 août 1964 au 22 septembre 1969 : RAm TEE I, sans distinction CFF ou NS.
| Rm | A | WR | At |

| Paris↔Zurich | Paris↔Zurich | Paris↔Zurich | Paris↔Zurich |

#### Mistral 56
Du 23 septembre 1969 au 22 mai 1971 : voitures Mistral 56, voiture-restaurant rouge au centre de la rame, et fourgon-générateur de type Mistral 56 peint en rouge, placé en tête de train en partant de Paris-Est. Traction assurée par :
- CC 72000 en France ;
- Re 4/4II n° 11158 à 11161 en Suisse :

| CC 72000 | Dx SNCF | A8 SNCF | A8 SNCF | A8 SNCF | A8 SNCF | Vr SNCF | A8 SNCF | A8 SNCF |

| Paris↔Bâle | Paris↔Zurich | Paris↔Zurich | Paris↔Zurich | Paris↔Zurich | Paris↔Zurich | Paris↔Zurich | Paris↔Zurich | Paris↔Zurich |

Du 22 mai 1971 au 30 septembre 1976 : composition identique, mais la voiture-restaurant, placée à l'extrémité opposée au fourgon, reste à Bâle CFF. Sur parcours suisse, la rame est attelée avec 4 voitures de la DB, provenant du TEE Helvetia de/pour Hambourg.
| CC 72000 | Vr SNCF | A8 SNCF | A8 SNCF | A8 SNCF | A8 SNCF | A8 SNCF | A8 SNCF | Dx SNCF |

| Paris↔Bâle | Paris↔Bâle | Paris↔Zurich | Paris↔Zurich | Paris↔Zurich | Paris↔Zurich | Paris↔Zurich | Paris↔Zurich | Paris↔Bâle |

| Re 4/4II | Apmz DB | Avmz DB | ARDmz DB | ARmz DB | A8 SNCF | A8 SNCF | A8 SNCF | A8 SNCF | A8 SNCF | A8 SNCF | Dx SNCF |

| Bâle↔Zurich | Hamburg↔Zurich | Hamburg↔Zurich | Hamburg↔Zurich | Hamburg↔Zurich | Paris↔Zurich | Paris↔Zurich | Paris↔Zurich | Paris↔Zurich | Paris↔Zurich | Paris↔Zurich | Paris↔Zurich |

#### Mistral 69
Du 1er octobre 1976 au 26 mai 1979 : rame Mistral 69, avec fourgon générateur de type Mistral 69 placé en tête du train, derrière la CC 72000 dans le sens Zürich-Paris (pour éviter les fumées du groupe électrogène au départ de Zürich). Ce véhicule se retrouvait en queue du train au départ de Paris-Est, en direction de Zürich, côté heurtoirs.
| Re 4/4II | Apmz DB | Avmz DB | ARmz DB | A8u SNCF | A8tu SNCF | A4Dtux SNCF |

| Bâle↔Zurich | Hamburg↔Zurich | Hamburg↔Zurich | Hamburg↔Zurich | Paris↔Zurich | Paris↔Zurich | Paris↔Zurich |

### Restauration
La restauration était assurée par la Compagnie des wagons-lits (CIWL).

## L'après-TEE
Dès le 26 mai 1979, il devient un InterCity, respectivement un train Rapide en France, assuré en matériel Corail avec CC 72000 entre Paris et Bâle. Par la suite, un changement de traction se fera à Belfort, ou Mulhouse, car l'accès des CC 72000 est interdit en gare de Bâle (non conformité anti-pollution).
Entre 1996 et 2007, le train sera reclassé en EuroCity et équipé entièrement en voitures CFF climatisées, tractées par une unité multiple (UM) de BB 67400 entre Paris et Mulhouse. La rame est complétée par une voiture-restaurant CFF équipée d'un pantographe pour l'alimentation de la cuisine et de la climatisation sur voie de garage (dispositif utilisé exclusivement sur les voies de garage suisses électrifiées en 15 kV – 16,7 Hz , mais interdit sur voies RFF électrifiées en 25 kV – 50 Hz).
| BB 67400 | BB 67400 | Am Z1 | Apm EC | Apm EC | WRm UIC-X | Bpm EC | Bpm EC | Bpm EC | Bpm EC | Bpm EC | Dms UIC-X |

| PE↔BS | PE↔BS | PE↔ZH | PE↔ZH | PE↔ZH | PE↔ZH | PE↔ZH | PE↔ZH | PE↔ZH | PE↔ZH | PE↔ZH | PE↔ZH |

| Re 4/4II | A vu IV | B vu IV | B vu IV | Am Z1 | Apm EC | Apm EC | WRm UIC-X | Bpm EC | Bpm EC | Bpm EC | Bpm EC | Bpm EC | Dms UIC-X |

| BS↔ZH | BS↔ZH | BS↔ZH | BS↔ZH | PE↔ZH | PE↔ZH | PE↔ZH | PE↔ZH | PE↔ZH | PE↔ZH | PE↔ZH | PE↔ZH | PE↔ZH | PE↔ZH |

L'EuroCity L'Arbalète disparaîtra définitivement de la grille-horaire de 2007, du fait de la mise en service du TGV-Est (1re phase). La liaison entre Paris-Est et Zürich HB sera effectuée par des TGV POS exploités par Lyria, circulant via la LGV Est européenne et Strasbourg-Ville. 
L'itinéraire sera encore modifié le 11 décembre 2011, lors de l'ouverture à l'exploitation de la LGV Rhin-Rhône. Dès cette date, plus aucun train direct ne reliera les gare de Paris-Est et de Zürich HB ; désormais, les TGV POS et Euroduplex pour Zurich quitteront Paris depuis la Gare de Lyon.